# 贝拉新村
贝拉新村（西班牙語：Aldeanueva de la Vera）是西班牙埃斯特雷马杜拉卡塞雷斯省的一个市镇。总面积38平方公里，总人口2421人（2001年），人口密度64人/平方公里。